# Rui Martins de Nomães
Rui Martins de Nomães (? – depois de 1305) foi um nobre e cavaleiro medieval do Reino de Portugal e senhor de Nomães. Em 1305 o abade de Santo Tirso empresou a Rui Martins de Nomães propriedades do Mosteiro de Santo Tirso, tal como a Quinta do Airão mais todas as colheitas ai efectuadas, localizado em São João Baptista de Airão e a Quinta de Riba de Ave com todos os seus pertences e direitos.

## Relações familiares
Foi filho de Martim Vasques da Cunha (1235 - 1335), 4.º senhor do morgado de Tábua e de Joana Rodrigues de Nomães (1240 -?) filha de D.Rodrigo Martins de Nomães e de Beatriz Anes Redondo. Casou com Senhorinha Rodrigues de Portocarreiro ou também Senhorinha Rodrigues de Bifardel filha de Rui Gonçalves Bifardel e de Senhorinha Fernandes de Chacim, de quem teve:
1. Brites Martins da Cunha casou com Afonso Correia;
2. Joana Rodrigues de Nomães (1340 -?) casou com Pero Pais de Alvarenga;
3. Leonor Rodrigues de Nomães casou com Rui Pires da Fonseca;
4. Guiomar Rodrigues de Nomães, foi freira no Convento de São João de Tarouca.